# Francisco Paesa Sánchez
Francisco Paesa Sánchez (Madrid, 11 d'abril de 1936 - Bois-Colombes, 3 de maig de 2023) va ser un espia espanyol, agent dels serveis secrets espanyols, durant molts anys en parador desconegut, si bé es va tenir constància de la seva presència el 2004 al sud de França.
Va començar la seva carrera com a empresari duent a terme diversos negocis amb el dictador dirigent de Guinea Equatorial, Francisco Macías Nguema. El 1976 va ser detingut per la Interpol a Bèlgica i empresonat a Suïssa. Es creu que va col·laborar amb els Grups Antiterroristes d'Alliberament (GAL). En una de les seves accions més espectaculars, fent-se passar per un traficant d'armes va vendre dos míssils antiaeris a Euskadi Ta Askatasuna (ETA) amb sensors de localització, cosa que va permetre que la policia espanyola trobés, per primera vegada un important zulo en el qual s'emmagatzemava gran quantitat d'armament i documentació. Va ser l'anomenada Operació Sokoa. L'anàlisi de tota la documentació trobada va marcar un punt d'inflexió en la lluita contra ETA, organització armada de la qual fins llavors el govern espanyol ho desconeixia pràcticament tot.
Atesa la personalitat anàrquica de Paesa, l'1 de desembre de 1988 el jutge Baltasar Garzón va dictar una ordre de crida i cerca contra ell per col·laboració amb banda armada i ús d'identitat falsa. El 1994 es va veure implicat en el cas Roldán. Es creu que Paesa va enganyar Roldán, quedant-se amb els diners que aquest havia robat, i després va delatar el seu parador a la justícia espanyola. L'estiu de 1998, Paesa va fingir la seva mort a Tailàndia per aturada cardíaca, i se'n van publicar diverses esqueles, va falsificar un certificat de defunció i fins i tot va encarregar als seus familiars diverses misses gregorianes en la seva memòria.
Però el 2004 va ser localitzat per una agència de detectius a França, sota la identitat de «Francisco Pando Sánchez» i un passaport argentí fals. A la fi de 2005, la revista Interviú el va localitzar a París, on va ser entrevistat pel seu director Manuel Cerdán. El 2004, es va esmentar el seu nom com a organitzador en descobrir-se una operació en marxa mitjançant la qual un exèrcit de mercenaris es disposava a enderrocar el dictador de Guinea Equatorial, Teodoro Obiang Nguema. També, aquell mateix any, se'l va relacionar amb importants grups del crim organitzat a Rússia.
El 31 de juliol de 2023, el diari en línia El Diario va aconseguir confirmar la mort de Paesa el 3 de maig d'aquell mateix any, i es va informar que havia estat vivint els seus últims anys als afores de París, segons constaria als registres del municipi de Bois-Colombes on residia.